# Сиско Кид (фильм, 1994)
«Малыш Сиско» (в российском видеопрокате шёл как «Малыш по прозвищу „Драка“») — телевизионный фильм. Вольный ремейк телесериала 1950-х гг., главными героями которого являются герои, заимствованные из одной из новелл О. Генри.

## Сюжет
Мексика, 1864 год. Французские войска самозваного императора Максимилиана оккупируют Мексику, законный президент Бенито Хуарес свергнут.
А в это время в одной тюрьме собираются расстрелять отъявленного негодяя Сиско (Джимми Смитс), по прозвищу «Малыш» и патриота-партизана Панчо (Чич Марин) — многодетного отца и любящего супруга… Нет нужды говорить, что думающий только о французской казне Сиско очень нужен руководителям мексиканской революции — а кто ещё достанет деньги на покупку американских пулемётов? Но, как назло, герой влюбился в прекрасную племянницу французского генерала — Доминик (Сэйди Фрост). И как всегда — взаимно…

## В ролях
- Джимми Смитс — Сиско, игрок, тореро и грабитель с большой дороги
- Чич Марин — Панчо, сильно пьющий мексиканский крестьянин, любящий муж и многодетный отец
- Ярели Арисменди — Роза, супруга Панчо
- Сэди Фрост — Доминик
- Брюс Пэйн — генерал Мартин Дюпрэ, дядя Доминик
- Рон Перлман — полковник Делакруа, жених Доминик
- Луис Вальдес — президент Бенито Хуарес